# Silvicultrix pulchella
El pitajo cejidorado o pitajo de ceja dorada (Silvicultrix pulchella) es una especie de ave paseriforme de la familia Tyrannidae perteneciente al género Silvicultrix, anteriormente situado en Ochthoeca. Es nativo de regiones andinas del centro oeste de América del Sur.

## Distribución y hábitat
Se distribuye a lo largo de la pendiente oriental de la cordillera de los Andes desde el noroeste de Perú hasta el centro oeste de Bolivia.
Esta especie es considerada poco común en sus hábitats naturales; el sotobosque de bosques montanos húmedos, bordes arbustivos del bosque, quebradas sombreadas, enmarañados oscuros, bambuzales y bosques musgosos; principalmente en altitudes entre 2000 y 3000 m.

## Sistemática

### Descripción original
La especie S. pulchella fue descrita por primera vez por los zoólogos británicos Philip Lutley Sclater y Osbert Salvin en 1876 bajo el nombre científico Ochthoeca pulchella; su localidad tipo es: «Tilotilo, Yungas de La Paz, Bolivia».

### Etimología
El nombre genérico femenino «Silvicultrix» en latín significa ‘aquel que habita en los bosques’; y el nombre de la especie «pulchella», deriva del latín «pulchellus» que significa ‘muy hermoso’.

### Taxonomía
Anteriormente fue tratada como conespecífica con Silvicultrix jelskii y ambas también fueron incluidas en Silvicultrix frontalis.

### Subespecies
Según las clasificaciones del Congreso Ornitológico Internacional (IOC) y Clements Checklist/eBird se reconocen dos subespecies, con su correspondiente distribución geográfica:
- Silvicultrix pulchella similis (Carriker), 1933 – pendiente oriental de los Andes de Perú, desde el sur de Amazonas al sur hasta Junín).
- Silvicultrix pulchella pulchella (P.L. Sclater & Salvin), 1876 – sur de Perú (Cordillera de Vilcabamba, en el oeste de Cuzco y adyacencias de Ayacucho) hacia el sur a lo largo de la pendiente oriental de los Andes hasta el noroeste y centro oeste de Bolivia.